# Kuhmann

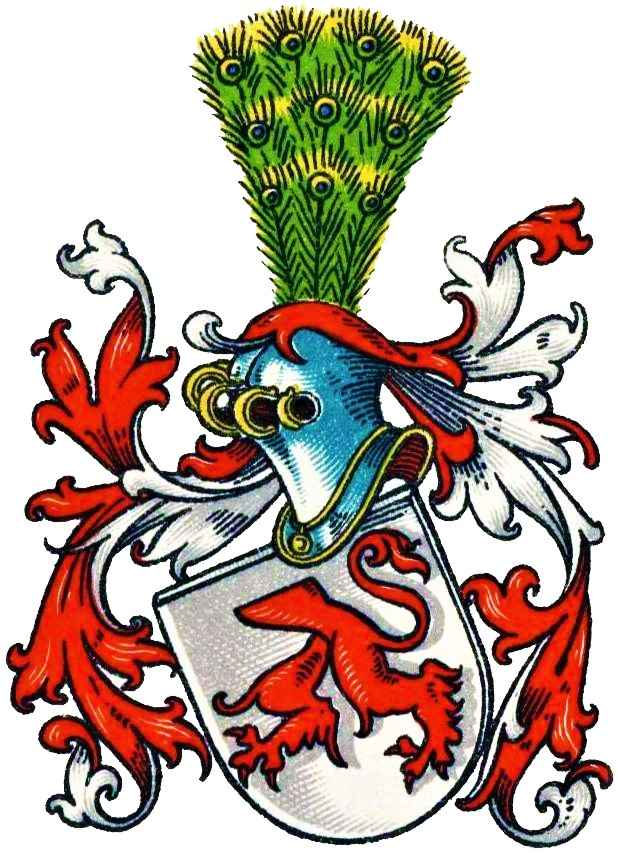
Wappen derer von Kuhmann im Wappenbuch des Westfälischen Adels

Kuhmann (auch: Kumann, Kohmann, Coman o. ä.) ist der Name eines westfälisch-hessischen Adelsgeschlechts.

## Geschichte
Das Geschlecht war im Waldeckschen und in Marsberg begütert. 1648 besaßen die Familie ein adeliges Haus bei Marsberg. Im 16. und 17. Jahrhundert wohnten sie zu Adorf.
Johann Kuhmann war Trappierer, d. h. Thesaurar, in der Deutschordenskommende Marburg. Sein Wappen mit der Jahreszahl 1572 findet sich am Vorbau des dortigen Deutschordenhauses. 1582–1586 war er Komtur der Kommende Schiffenberg. Auch dort findet sich sein Wappen. Ferner existiert am Oberhof Gilsa ein Wappenstein, der die beiden Wappen der Eheleute Werner von und zu Gilsa († 1601) und Zeitlose von Kuhmann aus dem Haus Adorf, Tochter von Caspar von Kuhmann und einer von Dorfeld, zeigt. Über dem Wappen der beiden Familien steht der Name des gemeinsamen Sohnes Hans Caspar von und zu Gilsa (* 1584). Die Eheleute Franz Bernhard von Kuhmann zu Adorf, Sohn des Mainolf von Kuhmann zu Adorf, und dessen zweite Frau Regina von Hanstein hatten mehrere Töchter. Tochter Eva Armgard von Kuhmann erscheint 1649 als Witwe. Tochter Anna Margarethe von Kuhmann verstarb 1657.
Die Familie erlosch im Mannesstamm mit dem Tod von Adam Bernhard von Kuhmann zu Adorf am 5. Dezember 1687.

## Wappen
Blasonierung: In Silber die untere Hälfte eines aufgerichteten roten Löwen. Auf dem gekrönten Helm ein grüner Pfauenschweif. Die Helmdecken sind rot-silbern.